# ماتیا تریانی
ماتیا تریانی (انگلیسی: Mattia Trianni؛ زادهٔ ۱۶ ژانویهٔ ۱۹۹۳) بازیکن فوتبال اهل آلمان است که در پست هافبک بازی می‌کند.
از باشگاه‌هایی که در آن بازی کرده‌است می‌توان به باشگاه فوتبال وی‌اف‌آر آلن اشاره کرد.